# Mauritius na Mistrzostwach Świata w Lekkoatletyce 2019
Mauritius na Mistrzostwach Świata w Lekkoatletyce 2019 – reprezentacja Mauritiusa podczas mistrzostw świata w Doha liczyła tylko jednego zawodnika.

## Skład reprezentacji

### Mężczyźni
| Zawodnik            | Konkurencja   | Preeliminacje | Preeliminacje | Eliminacje | Eliminacje | Półfinał | Półfinał | Finał | Finał   |
| Zawodnik            | Konkurencja   | Wynik         | Pozycja       | Wynik      | Pozycja    | Wynik    | Pozycja  | Wynik | Pozycja |
| ------------------- | ------------- | ------------- | ------------- | ---------- | ---------- | -------- | -------- | ----- | ------- |
| Jonathan Bardottier | Bieg na 100 m | 10,61 s       | 7. q          | DNS        | DNS        | NQ       | NQ       | NQ    | NQ      |